# Вероника Кембел-Браун
Вероника Кембел-Браун (енгл. Veronica Campbell-Brown; Кларкс Таун, Јамајка, 15. мај 1982) је јамајканска атлетичарка, специјалиста за спринтерске дисциплине.
Била је светска првакиња у тркама на 60, 100 mи 200 mметара. На Олимпијским играма је учествовала четири пута и освојила је седам медаља. За најбољу спортисткињу Јамајке је проглашена седам пута. Одабрана је да носи заставу Јамајке на церемонији отварања Олимпијских игара 2008. године у Пекингу.